# Pere Miralles Casals
Pere Miralles Casals (Reus, Baix Camp, 24 de maig de 1909 - 23 d'agost de 1991) va ser un polític català.
Vinculat a la banca, on va ocupar càrrecs directius, durant la República va ser secretari del partit carlí a la ciutat, i el 1935-1936 col·laborava en el periòdic reusenc d'aquesta ideologia El Radical. Va publicar també al Diario de Reus i exercí la corresponsalia comarcal de El Correo Catalán.
El 1929, com a organitzador a la comarca de la Joventut d'Unión Patriótica, representà l'organització a l'assemblea general celebrada a Saragossa. Posteriorment va ser secretari del Centre Monàrquic de Reus.
Mobilitzat a la guerra civil, va fugir a la zona franquista al front de l'Ebre. Ocupada la ciutat de Reus, el 1939 era secretari local del "Movimiento" i el 1942 va ocupar un càrrec a la Delegació Provincial de Sindicats. Posteriorment va ser delegat provincial de sindicats a Navarra i cap de la zona catalana del sindicat de fruits i productes hortícoles. Va ser condecorat amb la medalla de la "Vieja Guardia".
El 1945 era inspector provincial i el 1947 va ser designat alcalde de Reus, on ocupà també simultàniament la regidoria d'hisenda. Col·laborà al Diario Español, portaveu franquista, donà conferències de contingut ideològic i publicà el 1948 El capitalismo, criminal de guerra y de paz.
El 1950 va renunciar a l'alcaldia per discrepàncies amb algunes autoritats provincials sobre l'emplaçament del campament de milícies universitàries anomenat "Los Castillejos" que va aconseguir que se situés a la zona de La Mussara i d'Arbolí o, segons altres fonts, per un frau en unes subvencions concedides per la Comissaria de l'Atur per a realitzar obres de millora a la ciutat.
Durant el seu mandat es va inaugurar un grup d'habitatges protegits amb la denominació de "José Antonio" però conegut com a Cases barates, va impulsar reformes a l'hospital, el 1948 es va reobrir el Centre de Lectura amb la seva gestió i la del regidor de cultura Ramon Barrera, i el 1949, es va inaugurar el Mercat Central de Reus, construït en terrenys de l'antic Teatre Circ. A partir del 1950 va estar a vivint entre Barcelona i Madrid i va publicar el 1959 La crisis institucional de España.
Tornà a Reus uns quants anys abans de la seva mort.